# Nant-le-Petit
Nant-le-Petit – miejscowość i gmina we Francji, w regionie Grand Est, w departamencie Moza.
Według danych na rok 1990 gminę zamieszkiwało 106 osób, a gęstość zaludnienia wynosiła 12 osób/km² (wśród 2335 gmin Lotaryngii Nant-le-Petit plasuje się na 939. miejscu pod względem liczby ludności, natomiast pod względem powierzchni na miejscu 679.).